# Minuartia mediterranea
Minuartia mediterranea är en nejlikväxtart som först beskrevs av Heinrich Friedrich Link, och fick sitt nu gällande namn av K. Maly. Minuartia mediterranea ingår i släktet nörlar, och familjen nejlikväxter. Inga underarter finns listade i Catalogue of Life.